# Andrés Bravo de Salamanca
Andrés Bravo de Salamanca (Martín Muñoz, 1584-Sigüenza, 28 de agosto de 1668) fue un eclesiástico español.
Canónigo de Sigüenza en 1606 por intermediación de su tío Mateo de Burgos, doctor en cánones por la universidad de Salamanca, abad de Santa Coloma, inquisidor en Mallorca, Llerena, Barcelona y Zaragoza y desde 1646 consejero del Tribunal de la Suprema, obispo de Cartagena desde 1656 y de Sigüenza desde 1662.
| Predecesor: Diego Martínez Zarzosa               | Obispo de Cartagena 1656-1662 | Sucesor: Juan Bravo Lasprilla  |
| Predecesor: Antonio Sarmiento de Luna y Enríquez | Obispo de Sigüenza 1662-1668  | Sucesor: Frutos Patón de Ayala |